# Haafushi
Haafushi est une petite île inhabitée des Maldives. 

## Géographie
Haafushi est située dans le centre des Maldives, au Sud de l'atoll Mulaku, dans la subdivision de Meemu. 